# Phil Mathers
Phil Mathers (ur. 13 lipca 1987) – australijski rugbysta grający na pozycji wspieracza, mistrz świata U-19 z 2006 roku.

## Kariera klubowa
W młodości trenował w klubach Beecroft, North Rocks, Redfield i Dural District. Uczęszczał do The King’s School, którą reprezentował w szkolnych rozgrywkach. Po jej ukończeniu związał się z klubem Eastwood, który reprezentował do 2009 roku. Od następnego sezonu występował już w barwach Eastern Suburbs, od 2011 roku pełniąc rolę kapitana zespołu.
Występował w zespole rezerw Waratahs – Junior Waratahs – w latach 2009–2011, nie przebił się jednak do pierwszego składu. Otrzymał również zaproszenie do gry dla Australian Barbarians.
W latach 2011–2012 prowadził zespół Sydney w meczu z resztą Nowej Południowej Walii, został też uznany graczem roku 2012 według Sydney Rugby Union.
W lipcu 2012 roku związał się na jeden sezon z włoskim Petrarca Rugby, w barwach którego zagrał w dwudziestu dwóch spotkaniach zdobywając dziesięć punktów. Powrócił następnie do Australii, by uczestniczyć w kampaniach Eastern Suburbs w Shute Shield, a po sezonie 2014 zakończył sportową karierę zaliczywszy 74 występy w pierwszej drużynie Easts.

## Kariera reprezentacyjna
Reprezentował stan w kategorii U-16, a następnie w zwycięskich mistrzostwach kraju U-18 w 2005 roku. Pociągnęło to za sobą powołanie do kadry Australian Schoolboys, dla której wystąpił w pięciu testmeczach rozegranych w 2005 roku.
Rok później znalazł się w australijskiej reprezentacji U-19, która zwyciężyła w rozegranych w Dubaju mistrzostwach świata w tej kategorii wiekowej. Na tym turnieju zagrał w trzech z pięciu spotkań nie zdobywając punktów.

## Varia
- Ukończył studia w zakresie księgowości i pracował w PricewaterhouseCoopers[1].
- Jego ojciec, Mick Mathers, był dwukrotnym Wallaby, również grającym na pozycji wspieracza[38][39].